# الإسلام في قطر

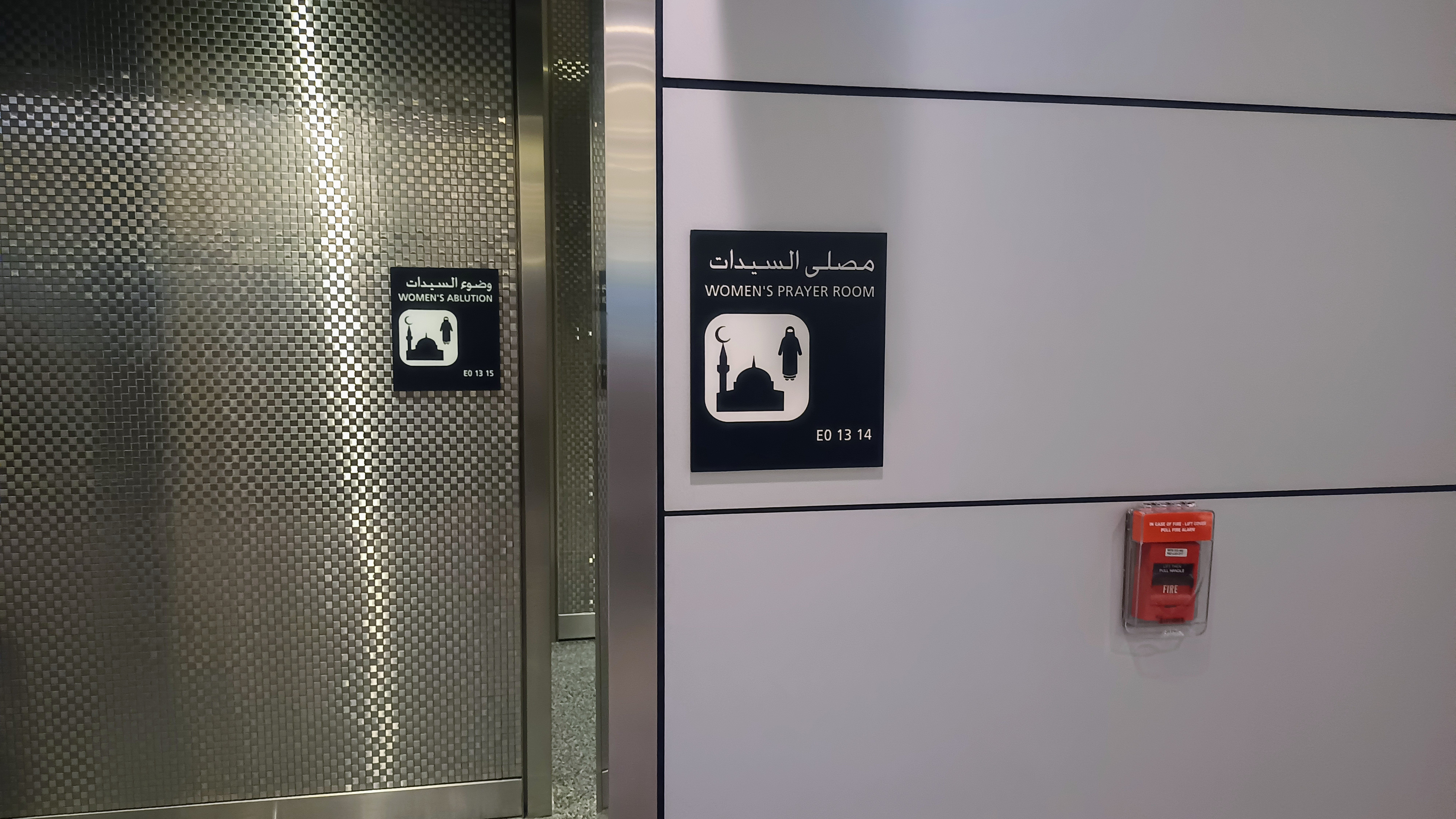
مصلى للنساء المسلمات في مطار حمد الدولي. الدوحة ، قطر

قطر هي دولة ذات أغلبية مسلمة حيث يعتبر الإسلام دين الدولة. يشكل المسلمون نسبة تقارب 80% من سكان دولة قطر في حين يشكل المسيحيون 8.5% والباقي اتباع ديانات أخرى. يوجد أيضا نسبة كبيرة من العمال الأجانب من دول أمثال بنغلاديش، الفلبين، إندونيسيا وغيرها. يتوقع أن المسلمين أتوا في القرن السابع بعد الميلاد في سلسلة لنشر الدين الإسلامي بين الوثنيين العرب.